# قزاق ایر
قزاق ایر (به انگلیسی: Qazaq Air) یک شرکت هواپیمایی است که در تاریخ ۱۹ ژانویه ۲۰۱۵ میلادی تأسیس شده و در تاریخ ۲۰ ژوئیه ۲۰۱۵ فعالیتش را آغاز کرده‌است. دفتر مرکزی قزاق ایر در شهر آلماتی کشور قزاقستان واقع شده‌است و قطب این شرکت هواپیمایی در فرودگاه بین‌المللی آلماآتی قرار دارد و به ۱۲ مقصد، پرواز مستقیم انجام می‌دهد.